# Raye
Rachel Keen (Tooting, Londres, Inglaterra, 24 de octubre de 1997), conocida como RAYE, es una cantante y compositora británica. Alcanzó la fama tras la publicación en 2016 de una canción de Jonas Blue, «By Your Side», en la que participó como vocalista y tuvo gran popularidad en la lista de éxitos musicales de Reino Unido. Su siguiente colaboración, «You Don't Know Me» junto con Jax Jones, obtuvo aún mayor notoriedad y se situó en la posición 3 en el listado de sencillos británicos. También ha aparecido en otros sencillos de otros artistas incluyendo «Secrets» de Regard y «Bed» de Joel Corry y David Guetta, los cuales le han valido certificaciones BPI de estado platino.
Como compositora de canciones, Raye ha escrito pistas para artistas como Beyoncé, Little Mix, John Legend y Ellie Goulding. En 2019, recibió un premio BPI en reconocimiento a su arte innovador, visión creativa e impacto en el futuro de la música.

## Biografía

### Infancia
Rachel Keen  nació el 24 de octubre  de 1997 en el barrio de Tooting en Londres, Reino Unido, hija de madre descendiente suiza y ghanesa y de padre británico. Se crio en los barrios de Pollards Hill y Croydon, al sur de Londres, en una familia musical. Su abuelo paterno fue un compositor e instrumentista originario de Yorkshire, región de la que su padre se trasladó a Londres para lanzar una carrera musical junto con una banda, que no alcanzó el éxito. Su madre es una cantante que a menudo actuaba en el coro de una iglesia local, donde conoció al padre de Raye, que en ocasiones dirigía las alabanzas y tocaba el piano. Raye empezó a interesarse por la música desde una edad temprana, cuando comenzó a asistir a la iglesia en la que desarrolló sus habilidades vocales. En ese entonces se aficionó con la música góspel de artistas como Stevie Wonder, Wet Wet Wet, Donnie McClurkin y Kirk Franklin, al mismo tiempo que prestaba mucha atención a los discos de Ella Fitzgerald, Nina Simone, Lauryn Hill y Billie Holiday que escuchaba en casa. A la edad de diez años, realizó su primera composición que escribió para un concurso de talento en la escuela primaria en el que participó en varias ediciones. Más tarde, hizo una audición para Britain's Got Talent, pero sin éxito, Con trece años, realizó sus primeras grabaciones en un ordenador portátil que le regaló su tío materno Jose, un músico residenciando en Estados Unidos quien la hizo interesarse en la cantante Jill Scott, que cita como una de sus principales influencias.

### Estudios y comienzos de su carrera
Raye se formó en la escuela secundaria londinense Woodcote High School, en la que durante su último año de estudio, puso mucho empeño en obtener una buena nota en el curso de piano para conseguir un cupo en la Brit School for Performing Arts and Technology, escuela de arte en la que se matriculó a la edad de catorce años para realizar su formación musical. Aunque, hacía el segundo año, con un certificado de enseñanza secundaria (GCSE), dejó la escuela para dedicarse a su carrera musical, que para ese entonces había comenzado a despegar, después de que conoció a un profesor de guitarra, experto además en composición. Escribió varias canciones junto con su padre y el profesor, y con el tiempo este le presentó a un amigo que era un productor de la compañía Sony/ATV y también realizó varias obras musicales con él. Luego el productor le presentó a su jefe, Will Harper, quien años más tarde se convirtió en su mánager tras saltar a la fama. En esa época, también tuvo varias sesiones de composición con Eg White, al tiempo que alternaba sus clases en la Brit School con entrenamiento vocal los fines de semana. Con quince años, compuso «Hotbox» en colaboración con Harper, inspirada en el uso de marihuana que experimentó en sus años escolares. La canción fue publicada en un sitio web y se volvió popular, y especialmente gustó al vocalista de la banda Years & Years, Olly Alexander, que hizo mucho para apoyar la carrera de la artista, hasta el punto de que despertó el interés de su sello discográfico Polydor  y se firmó un contrato de grabación con Raye a comienzos de 2015.
Al poco tiempo de haber dejado sus estudios, a fines de noviembre de 2014, Raye publicó su primer EP Welcome to the Winter y, atrajo la atención de la crítica musical británica y consiguió un acuerdo editorial con Warner/Chappell Music UK. El EP recibió excelentes reseñas, que en general elogiaban la madurez que mostraba en las letras de las canciones y sus habilidades vocales que, de acuerdo con varios periodistas, contrastaban con la corta edad de la artista, quien para el momento de la publicación del EP tenía diecisiete años. Raye pasó parte de 2015 componiendo y grabando canciones con varios músicos, incluyendo Chris Loco que produjo «Bet U Wish» de su primer disco EP. También empezó a escribir para otros artistas, como el dúo Blonde para el que coescribió «All Cried Out»  y alcanzó gran popularidad en ventas y en la lista de éxitos musicales británica después de ser lanzado como un sencillo en mayo. Durante 2015 hizo múltiples espectáculos musicales  y a mediados de ese año actuó como telonera de Years & Years en una serie de conciertos conciertos por Reino Unido.
Su segundo EP Second se estrenó el 11 de agosto de 2016 mediante el sello discográfico Polydor  y consta de cinco canciones, incluyendo los sencillos «I, U, Us», «Distraction» y «Ambition», en el que Stormzy participa como vocalista. El disco EP contó además con aportaciones del productor Fred Gibson  y las compositoras Noonie Bao y Charli XCX. Esta última coescribió y dirigió el videoclip de «I, U, Us», que tuvo una respuesta positiva de la crítica, como Cliff Aimee de la revista The Fader, que alabó el sonido y la letra de la canción que habla de un fracaso amoroso, y encontró similitudes con «We Are Never Ever Getting Back Together» de Taylor Swift. La periodista además opinó que el vídeo captura el «brillo de la canción». En ese mismo mes, Raye llevó a cabo una presentación musical en el festival británico Bestival  y en septiembre, Nas estrenó «War», una canción interpretada por el rapero y Raye de la que consta la banda sonora de la película The Birth of a Nation.

### Ascenso a la fama
Su carrera alcanzó el éxito a finales de 2016 cuando participó como vocalista en «By Your Side» del productor británico Jonas Blue que salió a la venta en octubre. La canción tuvo una gran popularidad en Reino Unido, donde se situó el puesto 15 en la lista de sencillos  y logró excelentes ventas, que le valió la certificación de plata de la BPI. Raye también participó como compositora en la canción «After the Afterparty» de Charli XCX, artista de la que recibió un gran apoyo, al igual que Jess Glynne que la promovió como su telonera en la gira de conciertos «Take Me Home Tour» por varias ciudades británicas en noviembre. Su notabilidad para aquel entonces, supuso que fuera considerada uno de los artistas nuevos con más posibilidades a tener éxito en 2017, y obtuvo el tercer puesto en el sondeo musical BBC Sound of 2017.
A principios de 2017, consiguió su segundo éxito como artista invitada con «You Don't Know Me», una colocación con Jax Jones que ingresó en la posición 3 en el listado de sencillos británica.
En abril de 2019, se anunció que Raye apoyaría a Khalid en su "Free Spirit World Tour" en otoño del mismo, junto con Mabel . Raye colaboró con David Guetta en el sencillo "Stay (Don't Go Away)", que se lanzó en mayo de 2019 y alcanzó el puesto 41 en la lista de sencillos del Reino Unido. Se reveló que Raye era coautora de la canción "Bigger" de la cantante estadounidense Beyoncé, que apareció en el álbum de la banda sonora The Lion King: The Gift, lanzado en julio de 2019. En agosto de 2019, Raye lanzó el sencillo "Love Me Again", mientras que más tarde se lanzó un remix de la canción con Jess Glynne. Más tarde, el sencillo alcanzó el puesto 55 en la lista de sencillos del Reino Unido y recibió la certificación a platino. Otra colaboración de Guetta, "Make It to Heaven", se lanzó en noviembre de 2019 junto con el productor Morten Los sencillos promocionales de seguimiento "Please Don't Touch" y "All of My Love", este último con el rapero Young Adz, se lanzaron en diciembre de 2019 y febrero de 2020, respectivamente.
"Tequila" se lanzó como sencillo en colaboración con los DJ Jax Jones y Martin Solveig en febrero de 2020. La canción alcanzó el puesto 21 en la lista de sencillos del Reino Unido y se ubicó entre los 20 primeros en Irlanda y Escocia. La pista recibió una certificación oro en el Reino Unido. En abril de 2020 se lanzó otra colaboración con DJ Regard titulada "Secrets". La canción alcanzó el puesto número seis en la lista de sencillos del Reino Unido y encabezó la lista Dance de Reino Unido.

## Influencias
Las tempranas influencias musicales de Raye fueron heredadas de sus padres, quienes antes de su nacimiento, actuaban en una iglesia local en la que también la involucraron desde niña. Esa experiencia influyó en el gusto musical de Raye, quien desde su infancia empezó a realizar música y a tocar instrumentos como el piano. De niña, Raye además prestaba mucha atención a la variedad de estilos de música que sus padres escuchaban como soul , R&B, góspel y jazz, y entre los artistas se encontraban Ella Fitzgerald, Etta James, Lauryn Hill y Nina Simone, que cita como grandes influencias de su infancia. Al comienzo de su adolescencia, empezó a interesarse por las obras de Drake, rapero que cita como una de sus principales inspiraciones musicales. También reconoce a Jill Scott una de sus influencias, y a inicios de su carrera, se aficionó con Tame Impala.

## Discografía
Álbumes de estudio
- My 21st Century Blues (2023)

## Filmografía
| Año  | Programa            | Papel      | Notas                                        |
| ---- | ------------------- | ---------- | -------------------------------------------- |
| 2024 | Saturday Night Live | Ella misma | Artista invitada (Temporada 49, episodio 16) |

## Premios y nominaciones
Premios Grammy
| Año  | Nominado               | Galardón                                                | Resultado | Ref.   |
| ---- | ---------------------- | ------------------------------------------------------- | --------- | ------ |
| 2025 | Raye                   | Mejor artista nuevo                                     | Nominada  | [ 39 ] |
| 2025 | Raye                   | Mejor compositor del año, no clásico                    | Nominada  | [ 39 ] |
| 2025 | Algorithm (Lucky Daye) | Mejor producción de álbum, no clásica (como productora) | Nominada  | [ 39 ] |

BBC Sound of...
| Año  | Nominado | Galardón      | Resultado    | Ref.  |
| ---- | -------- | ------------- | ------------ | ----- |
| 2017 | Raye     | Sound of 2017 | Tercer lugar | [ 4 ] |